# حسن بغ مرده (مقاطعة دلفان)
حسن بغ مرده (بالفارسية: حسن بگ مرده) هي قرية تقع في لرستان في إيران. يقدر عدد سكانها بـ 16 نسمة .